# Henry Luce
Pour les articles homonymes, voir Luce.
Henry Robinson Luce, né le 3 avril 1898 à Penglai (Chine) et mort le 28 février 1967 à Phoenix (Arizona), est un magnat de la presse américain.

## Biographie
Fils d'un missionnaire presbytérien dans les territoires coloniaux allemands et britanniques, il suit des cours dans divers internats en Chine, en Grande-Bretagne et à l'université Yale.
On lui doit la création de nombreux magazines tels que : Fortune, lancé en février 1930, Life pictural en 1936, House & Home en 1952 et Sports Illustrated en 1954.
Il est également le cofondateur du Time, publié dès 1923, dont il devient le seul dirigeant en 1929, à la mort de son associé Briton Hadden, en récupérant les parts de celui-ci dans la société qu'ils avaient fondé : Time Inc..
Il met son talent au service de la politique étrangère américaine et mène dès 1927 une campagne de propagande basée sur le sentiment populaire en faveur du chef nationaliste chinois Tchang Kaï-chek ; la Chine étant alors sous occupation japonaise.
Il institue le classement des personnalités de l'année selon Time Magazine dont Tchang Kaï-chek et son épouse Song Meiling reçurent le prix en 1937.
Il est l'inventeur de l'expression « Siècle américain », dans un célèbre éditorial du Time, où il décrit le rôle qu'il imagine pour les États-Unis dans l'échiquier international, appelant à rompre avec l'isolationnisme et à porter les valeurs économiques et culturelles américaines, en s'engageant notamment au côté des Alliés dans la Seconde Guerre mondiale.
Il se marie avec Clare Boothe Luce, membre de la Chambre des représentants des États-Unis et ambassadrice en Italie.

## Controverses
Dwight Macdonald, un employé de Fortune dans les années 1930 le surnommait « Il Luce », un jeu de mots avec le surnom du dictateur italien Benito Mussolini qui était appelé « Il Duce ».
Le président Franklin Roosevelt, attentif au fait que la majorité des éditeurs lui étaient opposés, fait paraître un décret en 1943, interdisant à tous les éditeurs et les dirigeants d'aller dans les zones de combat.

## Fondation Henry Luce
À sa mort, il fut dit qu'il avait une fortune de 100 millions de dollars, en parts de Time Inc. La majorité de sa fortune est allée dans la Henry Luce Foundation (Fondation Henry Luce).